# カーク・ローダーミルク
カーク・ローダーミルク（Kirk Lowdermilk 1963年4月10日- ）はオハイオ州カントン出身のアメリカンフットボール選手。ポジションはセンター。

## 経歴
オハイオ州立大学から1985年のNFLドラフト3巡でミネソタ・バイキングスに指名されて入団した。1年目は全試合でロングスナッパーを務めた。
3年目の1987年から先発センターに定着した。1988年には右手親指の負傷で4試合に欠場したが、オールプロの候補になっている。1991年にはチームのランオフェンスNFL1位に貢献した。
バイキングスでは1992年までプレーした。1993年、制限付きフリーエージェントとなった彼はインディアナポリス・コルツと3年600万ドルという当時オフェンシブラインマンとしては最高給となる契約を結び加入、1996年までプレーした。